# Eugène Smits

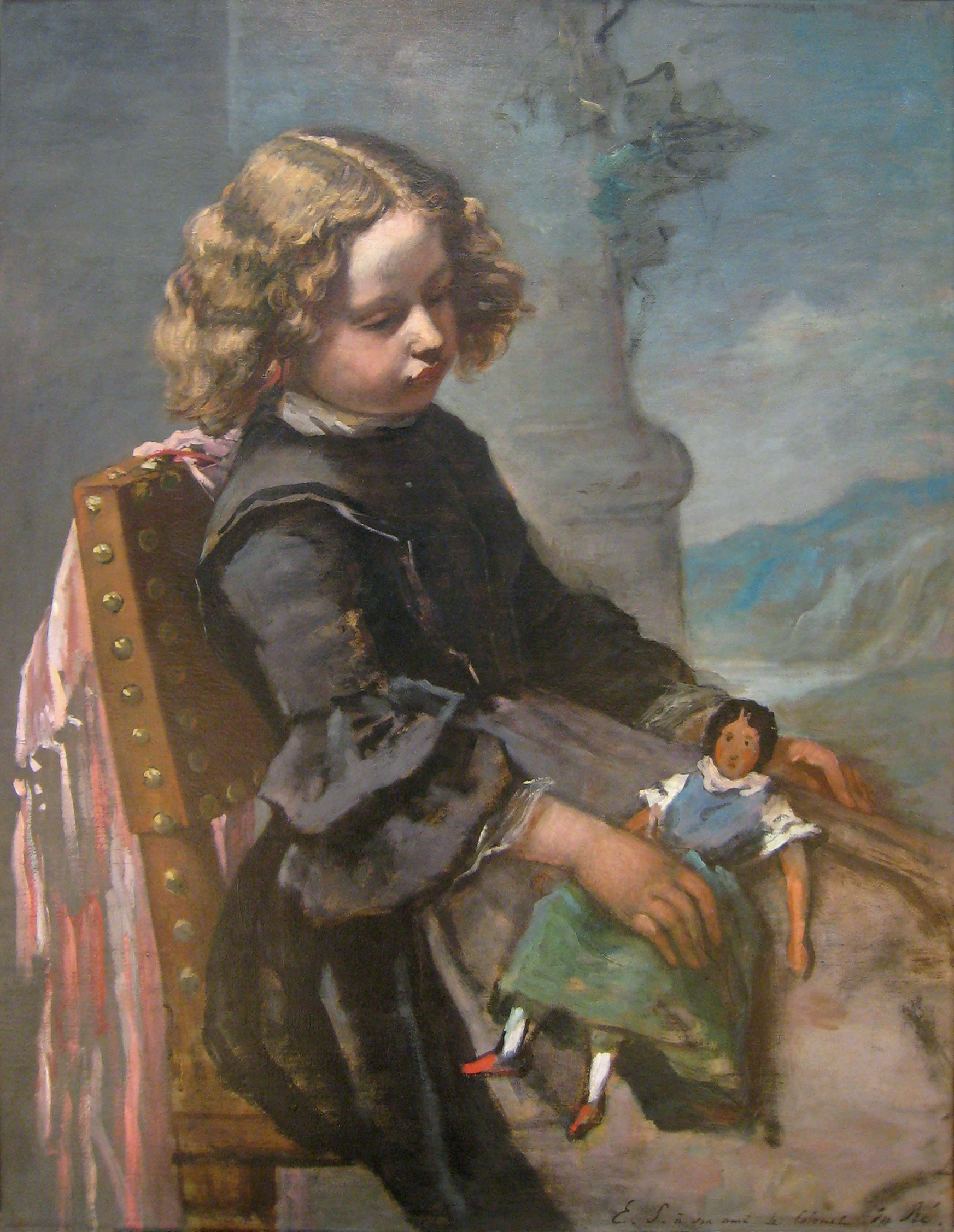
Kind mit Puppe

Eugène Smits (* 22. Mai 1826 in Antwerpen; † 4. Dezember 1912 in Brüssel) war ein belgischer Porträtmaler.
Smits studierte an der Académie royale des Beaux-Arts de Bruxelles bei François-Joseph Navez.
In den Jahren 1851 und 1852 wohnte er in Paris, wo er die Brüder Joseph Stevens und Alfred Stevens, Jean-François Millet und Eugène Isabey traf. Er nahm an der Weltausstellung Paris 1855 teil. Von 1861 bis 1864 war er in Italien tätig, wo er 1862 ein großformatiges Gemälde „Ein Sonntagsnachmittag in Pincio“ schuf.
Er war 1868 Gründungsmitglied der Société libre des beaux-arts (Freien Gesellschaft der Schönen Künste). Smits wurde 1900 zum korrespondierenden und 1902 zum vollen Mitglied der Académie royale des Sciences, des Lettres et des Beaux-Arts de Belgique gewählt.
Er verfasste „Les pensées d’Eugène Smits“ die postum 1913 mit einer Illustration von Fernand Khnopff erschienen.